# 1990年澳大利亚网球公开赛
1990年澳大利亚网球公开赛，即第78届澳大利亚网球公开赛，于1990年1月15-28日在澳大利亚墨尔本弗林德斯公园国家网球中心举行。

## 比赛结果

### 男子单打
伊万·伦德尔 击败  斯特凡·埃德贝里 4–6, 7–6(7–3), 5–2 （退赛）
- 这是伦德尔的第2个澳网冠军，总第8个，也是职业生涯最后一个大满贯冠军。

### 女子单打
施特菲·格拉夫 击败  瑪麗·喬·費爾南德斯 6–3, 6–4
- 这是个格拉芙第3个澳网冠军，也是职业生涯第9个大满贯冠军。

### 男子双打
彼得·奥尔德里奇 /  丹尼尔·维瑟尔 击败  格兰特·康奈尔 /  格伦·道旗 6–4, 4–6, 6–1, 6–4
- 这是奥尔德里奇职业生涯首个大满贯冠军，也是仅有的唯一一个澳网冠军。这也是维瑟尔的首个大满贯冠军和他的第1个澳网冠军。

### 女子双打
雅娜·诺沃特娜 /  海伦娜·苏科娃 击败  帕蒂·芬迪克 /  瑪麗·喬·費爾南德斯 7–6(7–5), 7–6(8–6)
- 这是诺沃特娜职业生涯第6个大满贯冠军和第3个澳网冠军。这也是苏科娃职业生涯第4个大满贯冠军和她的首个澳网冠军。

### 混合双打
娜塔莎·茲韋列娃 /  吉姆·皮尤 击败  齐娜·加里森 /  里克·利奇 4–6, 6–2, 6–3
- 这是兹维列娃的第2个大满贯，也是她首个澳网混双冠军。这是皮尤职业生涯第7个大满贯冠军，也是第5个，职业生涯最后一个澳网冠军。

## 青少年组

### 男子单打
迪尔克·迪尔 击败  利安德·帕斯 6–4, 7–6

### 女子单打
瑪格達蓮娜·馬列娃 击败  路易丝·斯泰西 7–5, 6–7, 6–1

### 男子双打
罗杰·彼得松 /  莫滕·伦斯特伦  击败  罗伯特·贾内切克 /  埃内斯托·穆尼奥斯·德科特 4–6, 7–6, 6–1

### 女子双打
罗娜·迈耶 /  利莫尔·扎尔茨 击败  贾斯廷·霍德 /  妮可·普拉特 6–4, 6–4

## 奖金
| 项目 | 项目 | 冠军      | 亚军      | 四强     | 八强     | 4R       | 3R       | 2R      | 1R      |
| 单打 | 男子 | A$320,000 | A$160,000 | A$80,000 | A$40,000 | A$21,000 | A$12,000 | A$7,500 | A$4,600 |
| 单打 | 女子 | A$320,000 | A$160,000 | A$80,000 | A$40,000 | A$21,000 | A$12,000 | A$7,500 | A$4,600 |